# Araouane
Araouane ou Arawan est un village malien du Sahara, à environ 260 kilomètres au nord de Tombouctou sur la route de Taoudeni, faisant partie de la communauté Salam dans le Cercle de Tombouctou.
Le village servit autrefois d'entrepôt dans le commerce transsaharien. Cette ancienne oasis devint une station des routes de commerce transsaharien. Araouane est aujourd'hui un village autour duquel vit une population nomade constituée de tribus arabo-berbères.
Araouane connut le temps de l'utilisation prédominante des chameaux pour le transport à travers le Sahara. Il était très important en raison de ses puits profonds localisés dans le domaine de Wadi Wadi Tamandourirt.
Il y a en tout 1 200 maisons, 27 au centre du village, les autres en périphérie dont une cinquantaine autour des quelques puits restant.
Araouane est une escale touristique pour les voyages vers le nord du Mali en caravane ou jeep.

## Histoire
- En 1906, Araouane avait une population beaucoup plus importante que maintenant. Au moment de la visite d'une unité du corps français de méharistes, le village comptait entre 900 et 1000 habitants.
- En 1828, l'explorateur français René Caillié traverse Araouane lors de son voyage de Tombouctou à travers le Sahara jusqu'au Maroc. Il a voyagé en mai, le mois le plus chaud de l'année où la température maximale moyenne à Tombouctou est de 43 - 44 °C. Il a quitté Tombouctou avec une caravane de 600 chameaux qui transportaient de l'or, des esclaves, de l'ivoire, de la gomme arabique, des plumes d'autruche et du tissu. La caravane a voyagé surtout la nuit, a pris six jours pour atteindre Araouane où l'explorateur s'est arrêté pendant neuf jours avant de repartir vers Taoudeni avec 800 chameaux de plus. Il donne cette description de Araouane :

El-Arawan comme Tombouctou ne possède pas de ressources propres. Il est l'entrepôt du sel de Toudeyni (Taoudeni), qui est exporté vers Sansanding sur les rives de la Dhiolibâ (fleuve du Niger). Son sol est encore plus aride que celui de Tombouctou. Aucune trace de végétation ne s'offre au regard. Les chameaux des caravanes doivent aller très loin pour le fourrage. Le bois est si rare que rien n'est brûlé, sauf la bouse de chameau soigneusement recueillie par les esclaves. C'est le seul combustible utilisé, même pour la cuisson. Les Maures rassemblent leurs chameaux tous les six jours pour les abreuver aux puits aux environs de la ville. Ces puits sont environ soixante et peu profonds. Un chameau est utilisé pour tirer le seau en peau par une poulie. L'eau de ces puits est saumâtre, chaude, et très malsaine.

## Religion
Le village contient trois mosquées :
- La mosquée Kunta
- La mosquée du vendredi
- La mosquée Sidi Ahmed Ag Ada